# 本田延三郎
本田 延三郎（ほんだ えんざぶろう/のぶさぶろう、1908年7月11日 - 1995年3月18日）は、日本の演劇・映画プロデューサー。別名・鷲崎宏。

## 人物
明治41年、北海道函館市生まれ。４歳で父を失う。1925年、函館商業学校卒業後、弁論部の先輩八木隆一郎を頼って上京、東京左翼劇場に入団、小道具係となる。1930年代に盛んだったプロレタリア演劇運動に入る。1934年新協劇団に入団、日本プロレタリア劇場同盟 (プロット)書記長も務め、治安維持法で3回逮捕され、通算3年半を獄中で暮らす。小林多喜二と同時期に収監され、多喜二の拷問死は本田の「自白」に基づくものではないかと噂されたが、本田自身は終生弁明しなかった。
戦後は、俳優座などの経営に関わる。1952年より1970年まで劇団青俳を経営。1971年、演劇プロデュースの五月舎設立。1976年、第6回日本新劇製作者協会・協会賞、1981年、多年にわたる演劇プロデュースの業績に対して、第16回紀伊國屋演劇賞特別賞を受賞。
1995年3月18日、心筋梗塞のため東京都狛江市の東京慈恵会医科大学附属第三病院で死去。

## 家族
- 父・池田吉太郎
- 母・本田テツ ‐ 森町 (北海道)の駅前で雑貨屋、酒屋を営む
- 長女・青木笙子（1940年生） ‐ 作家。國學院大學文学部文学科卒業。日本新劇史に取材した作品に定評があり、父・本田延三郎の評伝『沈黙の川』で小島信夫文学賞特別賞受賞。[7]

## 略歴
- 1927年、商業学校の先輩だった八木隆一郎を頼って上京する。
- 1928年、村山知義らの東京左翼劇場に、劇作家志望の研究生として入団。先輩に滝沢修らがおり、同期生に小沢栄太郎、松本克平がいた。
- 1929年2月、日本プロレタリア劇場同盟（後の日本プロレタリア演劇同盟）が結成され、数度の逮捕の間、書記長を務める。
- 1934年、東京左翼劇場が中央劇場と改称した後、同年6月解散すると、同年9月に結成された新協劇団に入団する。
- 1935年10月、『テアトロ』16号に戯曲「海と投票」を発表。
- 1937年3月、『テアトロ』32号に戯曲「漁夫納屋」を発表。
- 1949年、新劇系俳優の映画出演の窓口を一本化するため新劇協同社を設立[3]。
- 1950年、赤字により新劇協同社を解散[3]。
- 1952年、青年俳優クラブ（後に劇団青俳）設立に参加[3]。社長となる。
- 1970年、劇団青俳退社。
- 1971年、演劇プロデュースの五月舎設立[3]。

## 主なプロデュース・企画作品

### 映画

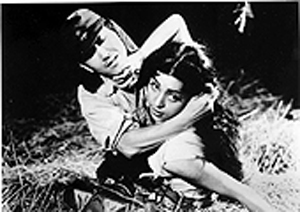
プロデュースした映画「日の果て」の一場面

- 『日の果て』（八木プロ＝青年俳優クラブ、1954年）
- 『億万長者』（青年俳優クラブ、1954年）企画
- 『米』（東映東京、1957年）
- 『純愛物語』（東映東京、1957年）企画
- 『裸の太陽』（東映東京、1958年）企画
- 『素晴らしき娘たち』（東映東京、1959年）企画
- 『秘密』（東映東京、1960年）企画
- 『乾杯!ごきげん野郎』（東映東京、1961年）企画
- 『若者たちの夜と昼』（東映東京、1962年）企画
- 『路傍の石』（東映東京、1964年）企画
- 『武士道残酷物語』（東映東京、1963年）企画
- 『廓育ち』（東映東京、1964年）企画
- 『越後つついし親不知』（東映東京、1964年）企画
- 『牙狼之介』（東映京都、1967年）企画
- 『牙狼之介 地獄斬り』（東映京都、1967年）企画
- 『砂糖菓子が壊れるとき』（大映東京、1967年）企画
- 『不信のとき』（大映東京、1968年）企画
- 『婉という女』（ほるぷ映画、1971年）企画
- 『あゝ声なき友』（松竹＝渥美プロ、1972年）
- 『子育てごっこ』（五月舎＝俳優座映画放送、1979年）

### テレビドラマ
- 「初夜」（1966年6月18日～7月9日、今井正監督、三浦哲郎原作）プロデューサー
- 「下町の青春」（1966年7月16日～8月6日、今井正監督、早乙女勝元原作、坂本九出演・主題歌）プロデューサー
- 「雨のひまわり」（1966年8月13日～9月3日、今井正監督、藤本義一脚本）プロデューサー
- 「ガンかて笑って死ねるんや」（1966年9月10日～9月24日、今井正監督）プロデューサー
- 「海の心の通うとき」（1966年11月27日～12月25日、今井正監督）プロデューサー

### 舞台
- 藪原検校（1973年）井上ひさし作品
- 越後つついし親不知（1973年）
- イーハトーボの劇列車（1980年）井上ひさし作品